# Orimarga (Diotrepha) bifidaria
Orimarga (Diotrepha) bifidaria is een tweevleugelige uit de familie steltmuggen (Limoniidae). De soort komt voor in het Neotropisch gebied.